# フィリッポス1世フィラデルフォス
フィリッポス1世エピファネス・フィラデルフォス（古代ギリシャ語: Φίλιππος Α΄ Ἐπιφανής Φιλάδελφος, ラテン文字転写: Fílippos I Epifanes Filádelfos, 紀元前115年から紀元前113年頃 - 紀元前83年）は、セレウコス朝シリアの王（在位：紀元前95年 - 紀元前83年）。

## 生涯
アンティオコス8世の四男。紀元前95年に長兄のセレウコス6世が対立していた再従弟のアンティオコス10世にモプスエスティアで殺害されると、すぐ上の兄であったアンティオコス11世が即位し、その共同王となった。アンティオコス11世と共にシリア北部でアンティオコス10世を相手に戦いを重ね、その本拠地であったアンティオキアを攻略した。アンティオコス11世がアンティオコス10世に殺害されると、アンティオキアとベロエア周辺の支配域を単独で統治することになり、シリア南部を支配していた弟のデメトリオス3世と共に、伯父であったプトレマイオス朝エジプトのプトレマイオス9世からの助力を受けてアンティオコス10世と戦い続けた。
しかし、アンティオコス10世がパルティアとの戦いで敗死すると、フィリッポス1世の勢力拡大を好ましく思わないデメトリオス3世から攻撃を受け、都のアンティオキアを奪取された。ベロエアをデメトリオス3世率いる軍に包囲されたが、パルティアの援軍を得たフィリッポス1世は反攻してアンティオキアを奪還した。その間隙を突いてデメトリオス3世の本拠地であったダマスカスをその弟のアンティオコス12世が攻略し、デメトリオス3世はフィリッポス1世とアンティオコス12世に降伏した。
紀元前83年、ティグラネス2世率いるアルメニア軍の侵攻を受けてシリアの大半を征服された。追放されたフィリッポス1世は元々統治していたキリキアに逃れ、その地で死去したとされる。
フィリッポス1世の死後も、その肖像を象った硬貨は帝政ローマ時代に至るまで発行され続けた。

## 参考資料
- Ellen Gerwitz (2014/08/18). Honour of Kings Ancient and American History Book 2 FULL COLOR TEXT. Lulu.com. ISBN 978-1312443181
- Bradley Jordan (2021/04/08). “Political Authority and Local Agency: Cilicia Pedias and Syria between the Seleucid Empire and the Roman Republic”. Mnemosyne (Brill):  1-31. doi:10.1163/1568525X-BJA10064.

紀元前87年時点でのフィリッポス1世の支配域（2.）